# The Creation of the Universe
The Creation of the Universe – dwudziesty drugi album Lou Reeda (sygnowany nazwą Lou Reed 's Metal Machine Trio) wydany 22 grudnia 2008 przez wytwórnię Sister Ray Recordings. Nagrań dokonano 2 i 3 października 2008 w Redcat (Los Angeles).

## Lista utworów

### CD 1
1. „Night 1" – 36:33
2. „Night 1" – 18:24

### CD 2
1. „Night 2" – 26:52
2. „Night 2" – 28:56

## Skład
- Lou Reed – gitara, mix
- Ulrich Krieger – saksofon, elektronika
- Sarth Calhoun – mix na żywo

produkcja
- Lou Reed – produkcja, mix
- John Baffa – inżynier dźwięku
- Scott Hull – mastering
- Eric Kramer – mix
- Clay Chaplin – nagranie